# Villentrois
Villentrois is een plaats en voormalige gemeente in het Franse departement Indre in de regio Centre-Val de Loire en telt 645 inwoners (1999). De plaats maakt deel uit van het arrondissement Châteauroux.

## Geschiedenis
Villentrois is op 1 januari 2019 gefuseerd met de gemeente Faverolles-en-Berry tot de gemeente Villentrois-Faverolles-en-Berry. 

## Geografie
De oppervlakte van Villentrois bedraagt 32,8 km², de bevolkingsdichtheid is 19,7 inwoners per km².
De onderstaande kaart toont de ligging van Villentrois met de belangrijkste infrastructuur en aangrenzende gemeenten.

## Demografie
Onderstaande figuur toont het verloop van het inwonertal (bron: INSEE-tellingen).